# Wenzel Katzerowsky
Wenzel Katzerowsky (24. října 1835 Růžodol u Liberce – 9. srpna 1901 Česká Lípa) byl rakouský a český historik, archivář, klimatolog a pedagog německé národnosti, zakladatel moderního žateckého dějepisectví.

## Život

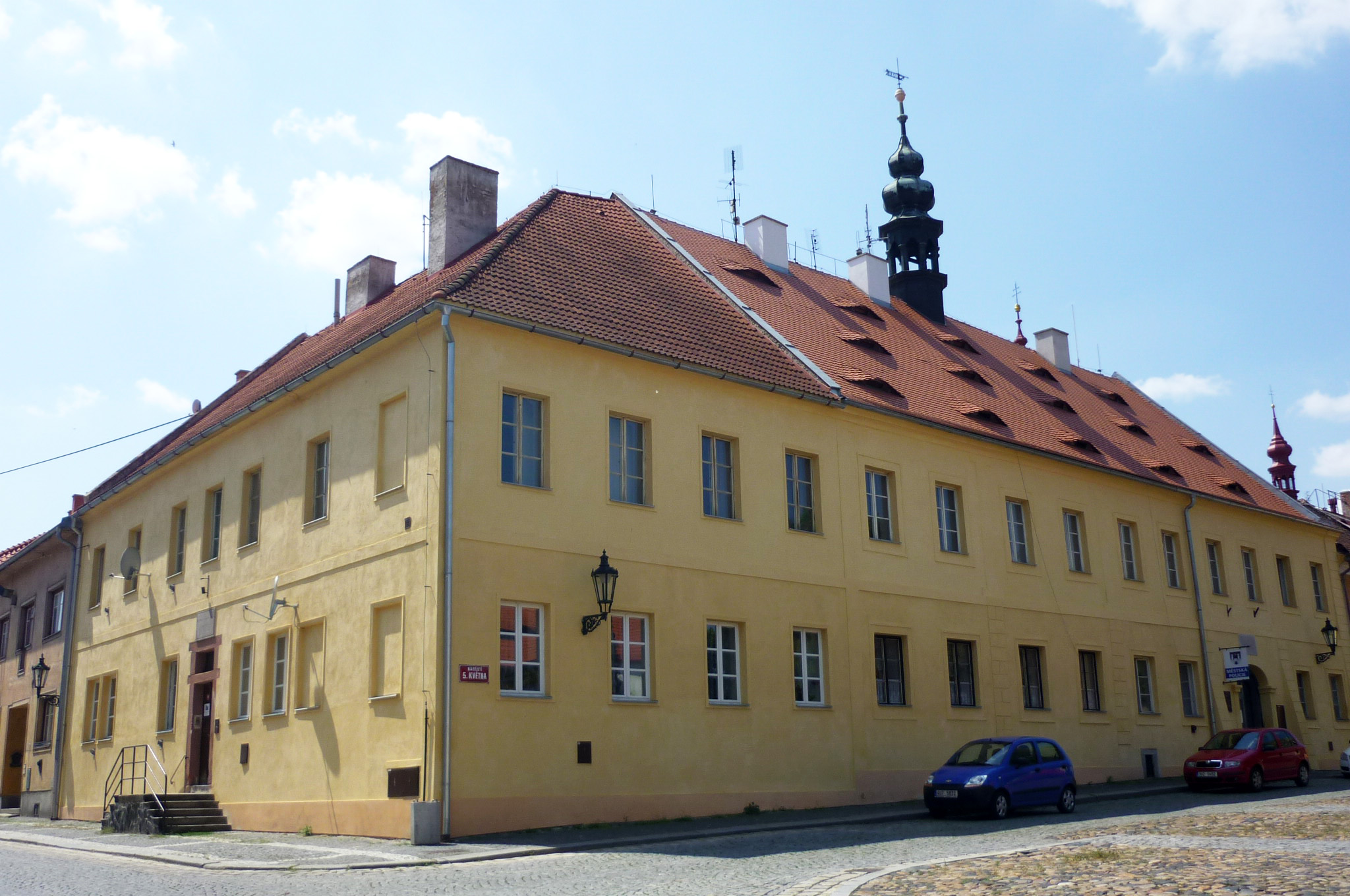
Bývalé gymnázium v Žatci

Narodil se v rodině koželuha Thomase Katzerowského, který pocházel z Klatovska, jeho žena Kateřina se narodila v Domažlicích. V letech 1847–1855 studoval na Gymnáziu v České Lípě.
V letech 1855–1860 studoval na Karlo-Ferdinandově univerzitě v Praze matematiku a fyziku. Zde také v roce 1862 získal titul doktora filosofie. Roku 1860 působil krátce na českolipském gymnáziu, ale již roku 1861 odešel na premonstrátské gymnázium v Žatci. Cítil ale, že zde nemá vyhlídky na řádné místo profesora, a tak se roku 1870 odstěhoval do Děčína. Tam byl v lednu 1871 jmenován gymnaziálním učitelem a v březnu téhož roku nastoupil na gymnázium do Litoměřic. Zde učil až do smrti.
Katzerowsky sice vystudoval technické předměty, ale jeho zájem ležel jinde. Už v Žatci začal pořádat tamní městský archiv a tutéž činnost vyvíjel i v Litoměřicích, kde zastával funkci městského archiváře. Zde se snažil prosadit provenienční princip, zásadu, podle níž se archiválie mají pořádat podle svých původců. To bylo v době, kdy tato strukturalistická zásada ještě nebyla všeobecně rozšířená.
Angažoval se v českolipském vlastivědném spolku s názvem Nordböhmischer Exkursions-Club, v jehož tiskovém orgánu – Mitteilungen des Nordböhmischen Excursions-Club – hojně publikoval. V letech 1887–1888 byl spolu s Antonem Paudlerem jeho šéfredaktor. Za zásluhy o činnost spolku byl v roce 1887 jmenován jeho čestným členem. O Katzerowského rodině zatím není nic známo kromě toho, že v době jeho úmrtí byla naživu jeho sestra. Zemřel náhle na mrtvici v domě čp. 115 v České Lípě, kde trávil prázdniny.

## Dílo

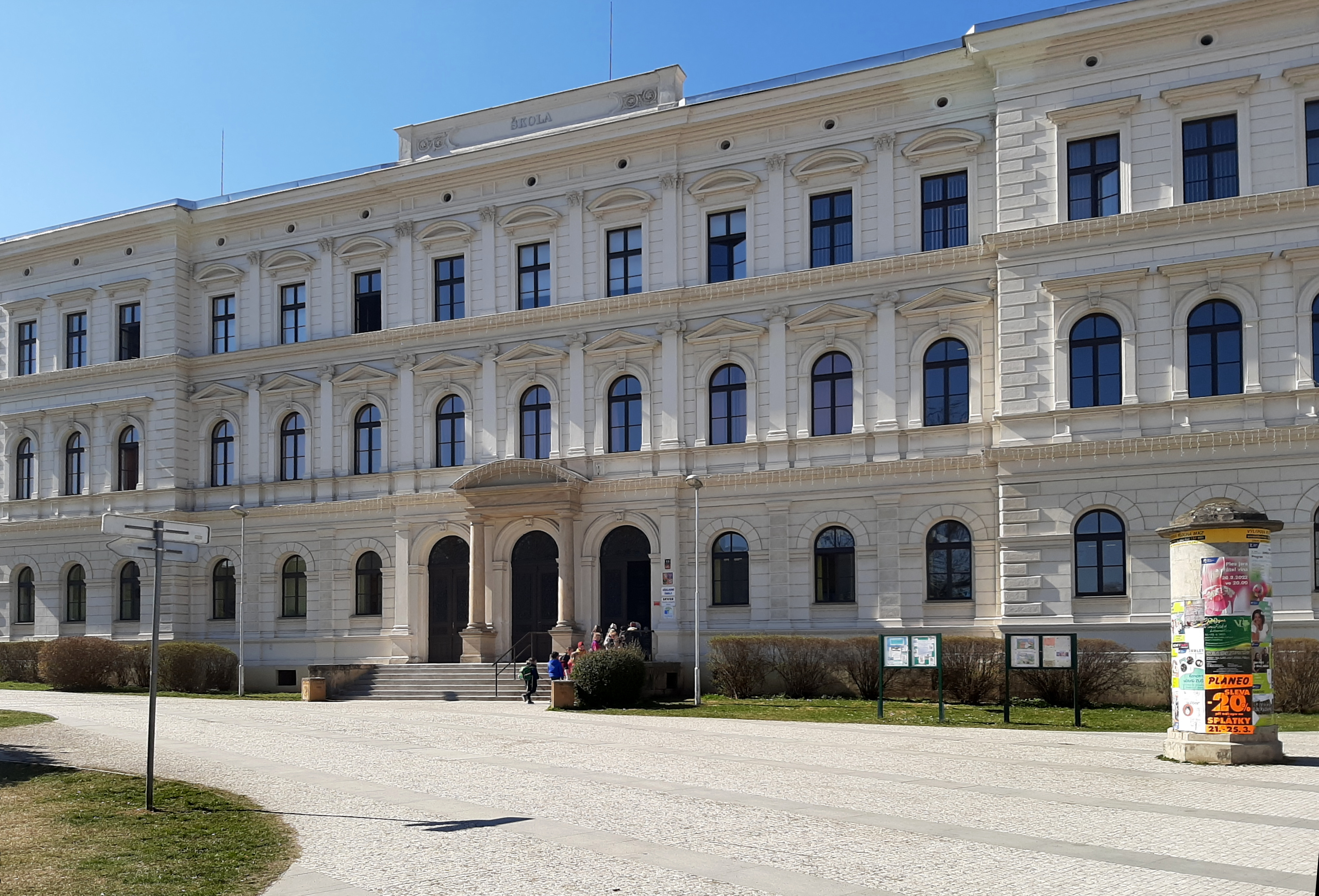
Budova bývalého gymnázia v Litoměřicích

Katzerowsky musel kromě rodného jazyka dobře ovládat i latinu a češtinu a rovněž musel získat základní znalosti z paleografie. Na obou svých působištích, v Žatci a Litoměřicích, studoval a zpřístupňoval latinské středověké písemnosti i české písemnosti ze 16. století. Kromě už zmíněného Excursions-Clubu publikoval většinu svých studií ve čtvrtletníku Mittheilungen des Vereines für Geschichte der Deutschen in Böhmen (Zprávy Spolku pro dějiny Němců v Čechách), který vydával stejnojmenný spolek. Jedinečný je jeho přínos pro historickou klimatologii. Bývá považován za jednoho ze zakladatelů této vědní disciplíny v Čechách. Výpisů ze žateckého archivu využil v roce 1882 v práci Meteorologické záznamy ze Žatce, litoměřickou tematiku popsal ve dvou svazcích ročenky litoměřického gymnázia z let 1895 a 1896. V obou případech jde o editace českých záznamů o počasí ze 16. a 17. století z různých pramenů. Kromě toho editoval záznamy s meteorologickým obsahem litoměřických městských písařů z let 1564–1607 a Antona Gottfrieda Schmidta.
Pro žatecké dějepisectví mělo ve své době klíčový význam několik Katzerowského brožur a studií. Kvůli přehlednosti jsou jejich bibliografické záznamy uvedené v oddílu Výběrová bibliografie níže. Především to byl popis tzv. Stankova formuláře ze 14. století, který Katzerowsky objevil v roce 1887 na živnostenské výstavě v Žatci. Stále použitelnými příručkami jsou Katzerowského práce o žateckých královských rychtářích a purkmistrech, stejně tak jako pojednání o humanistické městské škole. To platí také o brožuře Nekrologium der Stadt Saaz von 1500–1887. Katzerowsky měl v rukou prakticky všechny písemné prameny, které jsou k dispozici i v současnosti, a k tomu některé další. Mohl vycházet i z dvou předchůdkyň stávající děkanské kroniky, které jsou dnes nezvěstné. Pro prosopografii předbělohorského Žatce vykonal Katzerovský velký kus práce. V některých případech se však dopustil omylu, proto je nutné k jeho údajům přistupovat kriticky. Na Katzerowského navázal ve svých německých dějinách Žatce z roku 1894 Adolf Seifert. 
Rovněž pro dějiny Litoměřic napsal řadu přínosných studií. Podobně jako v Žatci se i tam věnoval nejstarším městským knihám. V roce 1895 popsal ze soukromého vlastnictví pro  archiv získanou městskou knihu s nejstaršími] zápisy ze 40. let 14. století a o rok později sepsal nejstarší městské knihy nacházející se tehdy v archivu. V několika studiích se Katzerowsky zabýval osudy Litoměřic v době válek o rakouské dědictví a sedmileté války.

### Výběrová bibliografie
Zkratka MVGDB znamená Mittheilungen des Vereines für Geschichte der Deutschen in Böhmen, MNEC značí Mittheilungen des Nordböhmischen Excursions-Clubs.
- Die Primatoren der Stadt Saaz, MVGDB X, 1872, s. 37-43, 66–74. online
- Die Saazer Schule, MVGDB XII, 1874, s. 241–253. online
- Die königlichen Richter von Saaz, MVGDB XVIII, 1879, s. 61–68. online
- Occupation der Stadt Leitmeritz im österreichischen Erbfolgkriege, MNEC 7, 1884, s. 257–265.online
- Die Stadt Leitmeritz im zweiten slesischen Kriege, MNEC 8, 1885, 161-177. online
- Nekrologium der Stadt Saaz von 1500–1887, nákladem vlastním, Žatec 1888, 53 str.
- Ein Formelbuch aus dem XIV. Jahrhunderte, MVGDB XXIX, 1891, s. 1-30. online
- Die Memorabilienbücher der Stadt Leitmeritz, MNEC 17, 1894, s. 314–317. online
- Ein Leitmeritzer Stadtbuch aus dem XIV. Jahrhundert, MVDGB 33, 1895, s. 100–107. online
- Leitmeritz in den Jahren 1760–1763, MNEC 18, 1895, s. 209–219. online